# France 3
France 3 er en fransk tv-kanal grundlagt 31. december 1972.

## Programmer

### Serier
Danske serier : Les enquete de Dan Sommerdahl 
 Fransk serier :
- Famille d'accueil
- Louis la Brocante
- Plus belle la vie
- Tropiques amers
- Commissaire Magellan
- Un village français
- La nouvelle Maud
- Le Sang de la vigne

 Amerikansk serier :
- La croisière s'amuse
- New York police judiciaire (Law & Order)
- NYPD Blue (New York Blues
- Zorro
- Les Piliers de la terre

 Tysk serier :
- Inspecteur Derrick
- Commissaire Brunetti

 Britisk serier :
- Inspecteur Barnaby (Kriminalkommissær Barnaby
- Inspecteur Lewis

 Italiensk serier :
- Commissaire Montalbano

 Canadisk serier :
- Les enquêtes de Murdoch

 Australian serier :
- City Homicide